# La Society
Plan B Society Corp., conocida como La Society, fue una subsidiaria de Pina Records fundada en 2008 por el dúo de reguetón puertorriqueño Plan B. Plan B anunció su separación en 2018 y la subsidiaria ha estado inactiva desde entonces.

## Historia
El dúo de reguetón puertorriqueño Plan B se une a Pina Records en 2008 y comienzan a trabajar en su segundo álbum de estudio, House of Pleasure. El álbum se lanzó en julio de 2010 y alcanzó el puesto 18 de la lista Top Latin Albums de Billboard. La producción musical estuvo a cargo de Haze, Duran The Coach y Nely, entre otros, mientras que la producción ejecutiva estuvo a cargo de Raphy Pina y Plan B.
Tras el éxito del álbum, el siguiente paso del sello fue agregar nuevos artistas, mientras que Chencho, de Plan B, consideró lanzar una segunda parte de El Draft of Reggaeton y un álbum centrado en Haze titulado Fino como el Haze Vol. 1, los cuales fueron abandonados con el paso del tiempo.[cita requerida]
Amaro se unió a la compañía en 2011, habiendo trabajado anteriormente con el dúo, y la canción con la que se presentó fue Pa' la Callosa, que debutó en la radio.[cita requerida] Posteriormente, se lanzó el videoclip de Tú Quieres.[cita requerida]
En 2013, el álbum de estudio debut de Amaro, Puesto pa' lo Mio, fue lanzado, el cual contó con la colaboración de Plan B, Ñengo Flow,Jory Boy,Yaga & Mackie y Ñejo & Dálmata.
Love & Sex, el tercer y último álbum de estudio de Plan B, fue lanzado en 2014. Fue el lanzamiento más exitoso del dúo, con canciones como Fanática Sensual, Mi Vecinita y Candy, entre otras y alcanzando diferentes puestos en listas de Billboard. El álbum alcanzó el puesto 36 en Heatseeker Albums, el puesto ocho en Top Rap Albums, el puesto dos en Top Latin Albums, el puesto 89 en Billboard 200 y el puesto número uno en la lista Latin Rhythm Albums durante once semanas. El álbum también presenta a los nuevos miembros de La Society, Clandestino y Yailemm, en Donde los Consigo. Amaro aparece en la canción Sátiro.
En diciembre de 2015 Clandestino y Yailemm lanzan Equilibrium, su primer álbum de estudio. El cual cuenta con la participación de artistas como Daddy Yankee, Tito El Bambino, Cosculluela, Ñengo Flow, entre otros. En agosto de 2016 lanzan una reedición, Equilibrium: La Reserva con colaboraciones de Darkiel y Alexio La Bestia.
Maldy de Plan B estrenó su nuevo sencillo en solitario, De Todos Los Sabores, en noviembre de 2016 con un videoclip.
Plan B anunció su separación en 2018 y dejaron de trabajar juntos, enfocándose en sus carreras en solitario. Chencho permaneció con Pina Records hasta 2020 y Maldy lanzó su primer álbum de estudio, Sicalipsis en 2019.[cita requerida] Pina Records presentó una demanda contra Chencho y Maldy por incumplimiento de contrato en septiembre de 2020.

## Integrantes
- Plan B (2008-2018)
- Opi (2008-2010)
- Amaro (2011-2016)
- Clandestino & Yailemm (2014-2016)
- Andino (2016-2017)

### Productores
- Haze
- Durán the Coach
- Lil Wizard
- Los Harmónicos
- Big Brain (Cedric)
- DJ Jova

## Discografía

### Álbumes
- 2010: House of Pleasure – Plan B
- 2013: Puesto pa' lo Mio – Amaro
- 2014: Love & Sex – Plan B
- 2015: Equilibrium – Clandestino & Yailemm
- 2016: Equilibrium: La Reserva – Clandestino & Yailemm
- 2017: El Protagonista - Andino

### Mixtapes
- 2013: Puesto pa' lo Mio: Varios Artistas – Amaro